# Scandinavian Airlines Flight 933
Scandinavian Airlines Flight 933, en McDonnell Douglas DC-8 Series 62, luftfartygsregister LN-MOO, med namnet Sverre Viking, registrerad i Norge, havererade i Santa Monica-bukten, ungefär 11 km väst om Los Angeles International Airport, Los Angeles, Kalifornien den 13 januari 1969. Flygplanet hade flugit som Flight SK-933 från Seattle, Washington till Los Angeles efter en flight från Köpenhamn, Danmark. Ett planerat besättningsbyte hade skett i Seattle inför flighten till Los Angeles.

## Händelseförlopp
Flight 933 var en reguljär linje mellan Köpenhamn och Los Angeles som inkluderade ett bränslestopp och byte av besättning i Seattle, WA. Den besättning som tog över SK933 i Seattle leddes av kapten Kenneth Davies, en 50-årig pilot som varit anställd hos SAS sedan 1948. De hade anlänt till Seattle redan den 11 januari. 
SK 933 lämnade Seattle kl. 15:46 lokal tid, nästan en och en halv timma försenad. Flygningen var normal ända fram till inflygningen mot Los Angeles flygplats när flygplanets instrument indikerade att noshjulet inte var fullt utfällt. I golvet på flygplanets cockpit fanns ett periskop som tredjepiloten, genom att krypa ner på golvet, använde för att kontrollera noshjulets läge. I det läge som uppstod övervakade ingen flygningen, vilket resulterade i att flygplanet fortsatte den påbörjade nedstigningen och slog i vattnet i låg fart kl. 19:21 lokal tid.   
Vid nedslaget slogs stjärtpartiet på flygplanet av och sjönk snabbt mot botten. Huvuddelen av flygplanet hölls sig dock flytande i flera timmar och tack vare detta kunde så många som 30 av de 45 personerna ombord överleva. Av de överlevande undkom 13 personer olyckan helt oskadda. 

## Orsak till olyckan

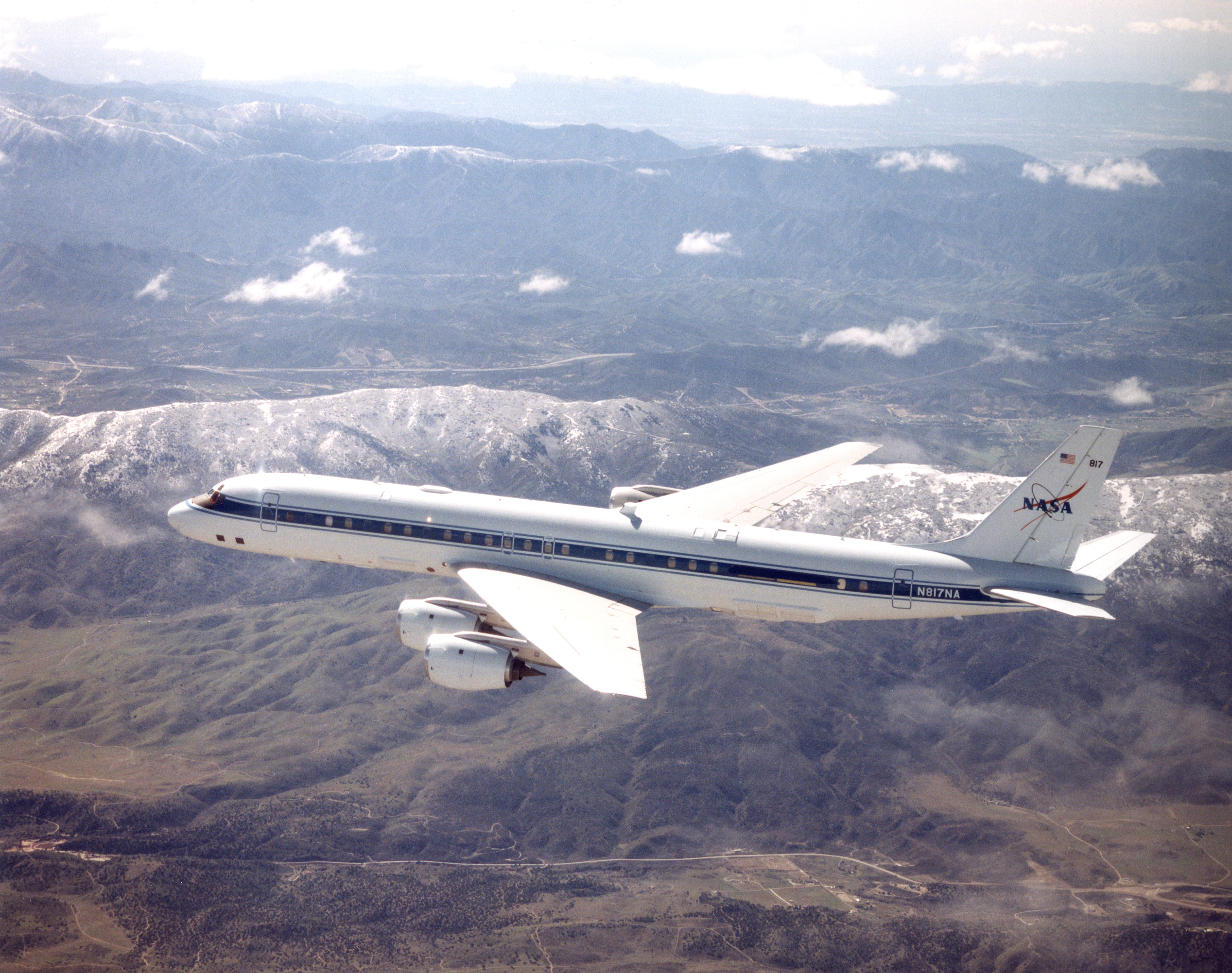
SAS använde flygplanstypen DC-8 för interkontinental trafik under åren 1960-1988. På bilden en DC-8 i NASA:s färger.

Eftersom olyckan inträffade över internationellt vatten styrdes haveriutredningen av ICAO:s så kallade Chicago-konvention. På norska regeringens förfrågan leddes haveriutredningen av amerikanska NTSB, ett federalt organ med uppdrag att utreda civila luftfartshaverier.  I utredningen deltog företrädare för norska luftfartsverket, amerikanska luftfartsverket, SAS, flygplanstillverkaren McDonnell Douglas med flera. 
I NTSB:s slutrapport daterad den 1 juli 1970 konstateras att den troliga orsaken till olyckan var besättningens bristande koordination och förmåga att övervaka flyginstrumenten under en kritisk del av inflygningen. Därutöver konstateras att också oklarheterna kring landningsstället var en bidragande orsak till olyckan. 